# 1198 w polityce

Herb wielkiego mistrza zakonu krzyżackiego

Wydarzenia polityczne w 1198 roku.

## Wydarzenia
- Zakon krzyżacki, założony w 1190, zostaje przekształcony w zakon rycerski[1][2].
- Mieszko III Stary, w wyniku ugody z Heleną, wojewodą Mikołajem i biskupem Pełką, objął tron krakowski, ustanawiając swym następcą Leszka Białego[3][4].
- Początek pontyfikatu Innocentego III[5].
- Przemysł Ottokar I, książę Czech, został królem[5][6].

## Zmarli
- Walram I, hrabia Nassau[7].